# Balfour-declaratie

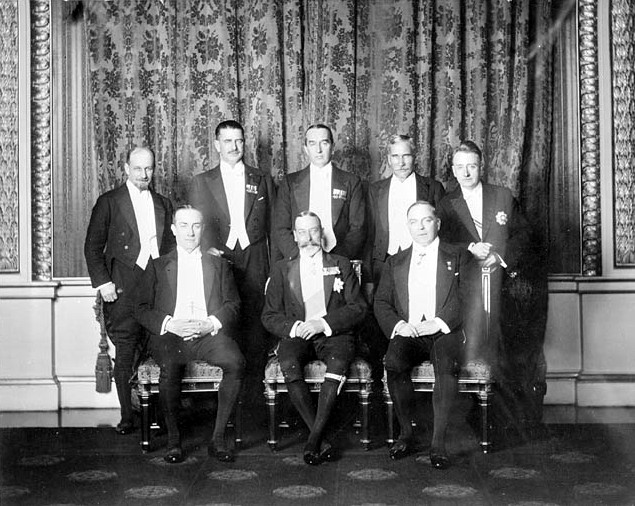
Foto genomen tijdens de Imperial Conference in 1926; koning George V zit in het midden op de voorste rij. Deze bijeenkomst resulteerde in de Tweede Balfour-verklaring van 1926, waarbij de dominions complete onafhankelijkheid van het Verenigd Koninkrijk kregen.

De Balfour-declaratie van 1926 is een verklaring die door leiders van het Britse Rijk tijdens de Imperial Conference van 1926 werd aangenomen. De declaratie is vernoemd naar Arthur Balfour, voormalig Brits premier en voorzitter van de conferentie.

## Tekst
In de declaratie wordt gesteld dat het Verenigd Koninkrijk en de dominions "autonome gebieden zijn binnen het Britse Rijk, gelijk in status, en in geen enkele manier ondergeschikt aan elkaar met betrekking tot hun binnenlands of buitenlands beleid, ofschoon verbonden onder de Kronen  als vrijwillige leden van het Gemenebest van Naties".

## Achtergrond

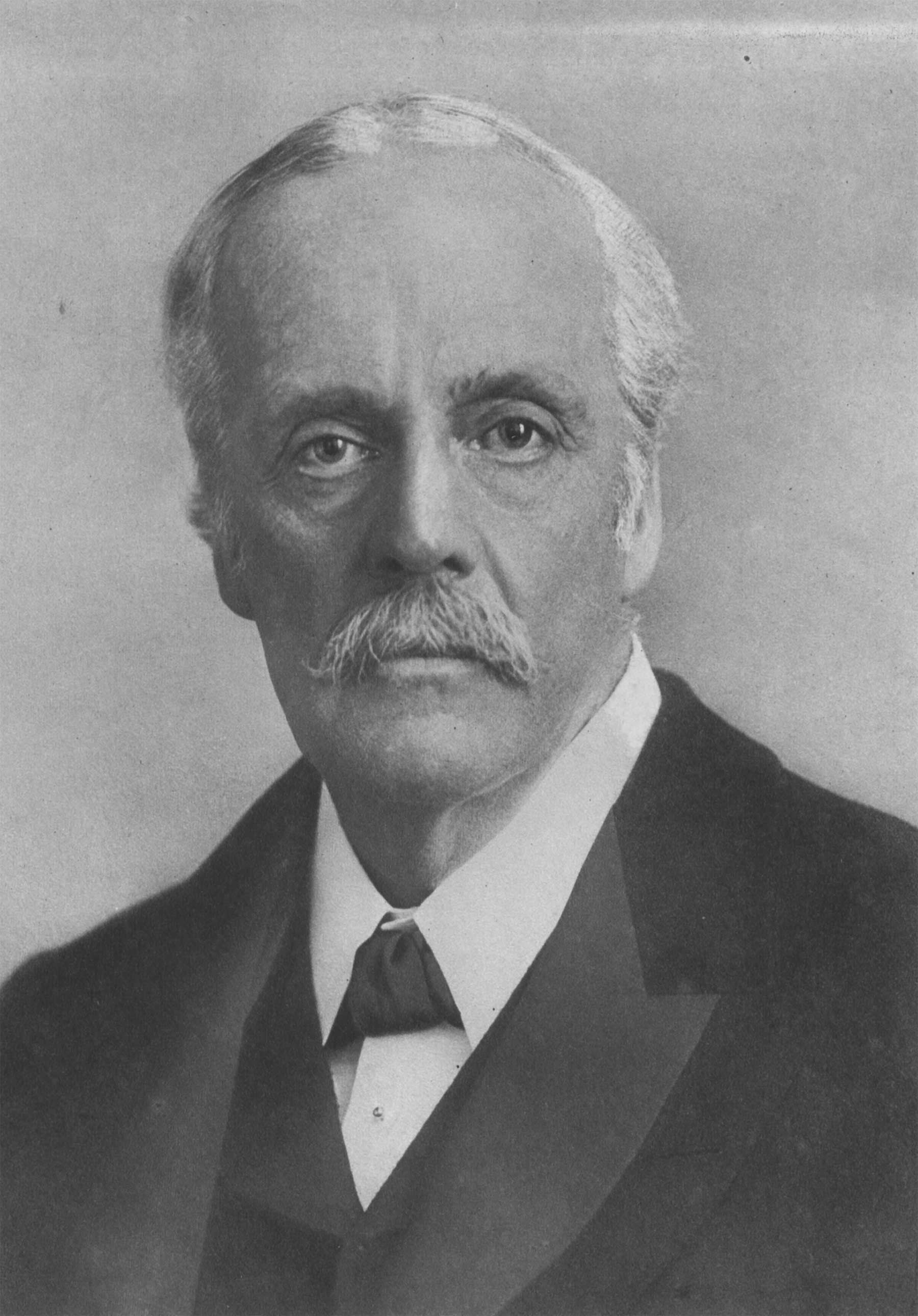
Arthur Balfour

De declaratie was een erkenning van de groeiende onafhankelijkheid van de dominions na de Eerste Wereldoorlog. Door de verklaring lag de macht in elk dominion ook niet langer bij de Gouverneur-generaal, die namens de Kroon optrad als vertegenwoordiger van de Britse overheid. In de jaren daarna werden er in verschillende landen High Commissioners benoemd die vrijwel gelijk waren aan ambassadeurs. De conclusies van de declaratie werden wettelijk vastgelegd in het Statuut van Westminster dat in 1931 door het Britse parlement aangenomen werd. Daarin trok het Verenigd Koninkrijk haar zeggenschap over het beleid van dominions in, met uitzondering van specifieke terreinen waar de dominions bij wet mee instemden.